# 期間限定!ピカピカ天王洲LIVE
『期間限定!ピカピカ天王洲LIVE』（きかんげんてい・ぴかぴかてんのうずライブ）は、2000年10月1日から11月26日までテレビ東京系列で日曜21:54 - 22:54(JST)に放送されていた音楽番組である。略称は「ピカてん」。

## 番組概要
これまで長年放送した22:00の『演歌の花道』が終了し、22:30『岡本綾子のNECスーパーゴルフ』が日曜17:30に引越した関係と、前年12月にテレビ東京天王洲スタジオの完成を記念して始まった音楽番組。後枠『MUSIX!』をBSデジタル放送のBSジャパンでも放送することになっていたため、同年秋の番組改編期からBSデジタル放送開始までのつなぎという位置づけであった。
これ以後、日曜22時枠（現在の『有吉ぃぃeeeee!そうだ!今からお前んチでゲームしない?』を含む）は1時間番組に定着した。

## レギュラー出演者
- 中澤裕子（当時・モーニング娘。）
- 原千晶
- 石塚英彦
- 原口あきまさ
- コージー冨田
- ドミンゴス（バック演奏）

## スタッフ
- 構成 - 宮下康仁、近澤浩和、鈴木雅貴、遠藤英明、水野宗徳
- 演奏 - ドミンゴス with ピカてんバンド
- 編曲 - 義野裕明
- 振付 - Tomo
- 技術 - 前進（テレビ東京）、笹村武史
- カメラ - 高柳道也（テレビ東京）、山岸慶太郎
- 映像調整 - 元田博（テレビ東京）、関口雄八
- 音声 - 五十嵐公彦（テレビ東京）、窪田佳光
- 照明 - 石田照夫（テレビ東京）、小川圭介
- 美術デザイン - 宇都木民雄
- 美術進行 - 小越俊彦
- 大道具 - 徳永隆
- 小道具 - 佐藤豊
- メイク - 山田かつら
- 植木 - 野沢園
- アクリル - 高橋総司
- 電飾 - 中山昭
- 楽器 - サンフォニックス
- CG - 山本希望
- 編集 - 福島兼広
- MA - 堀田元子
- 音効 - 本間孝男（SPOT）
- TK - 伊藤佳加
- 番組宣伝 - 伊藤淳也（テレビ東京）
- AD - 昼間達樹、佐藤伸二、高麗倫太郎、今泉哲也など
- AP - 井関勇人（テレビ東京）、市岡明日香
- ディレクター - 佐藤徹也、生川薫、小泉浩之、田上晃一
- プロデューサー - 川原慎（テレビ東京）、木野雅世（オフィスクレッシェンド）、植木栄次（M-Farm）
- 技術協力 - テクノマックス、東京舞台照明、東通ビデオセンター、照明技術（現：テレビ東京アート）、TAMCO
- 美術協力 - シミズ舞台工芸（現：シミズオクト）
- 協力 - USEN
- 制作協力 - オフィスクレッシェンド、えむ・ふぁ〜む
- 製作著作 - テレビ東京